# Thập tự chinh thứ ba
Cuộc Thập tự chinh lần thứ ba (1190-1192) còn được gọi là Cuộc thập tự chinh của các nhà vua, là nỗ lực của người châu Âu nhằm chiếm lại Đất Thánh vốn đã rơi vào tay quân Hồi giáo của Saladin.
Sau khi cuộc Thập tự chinh thứ hai thất bại, vương triều Zengid của người Thổ kiểm soát lãnh thổ Syria và xung đột với triều đại Fatimid tai Ai Cập, với kết cục là lực lượng Ai Cập và Syria thống nhất dưới tay Saladin, được dùng để chinh phạt các tiểu quốc Thiên chúa giáo trong vùng và tái chiếm Jerusalem năm 1187. Với lòng nhiệt thành tôn giáo, Henry II của Anh và Philip II của Pháp chấm dứt tranh chấp, và lãnh đạo một cuộc Thập tự chinh mới (dù Henry chết năm 1189, nhưng con trai ông là Richard I Sư tử tâm nắm quyền lãnh đạo cánh quân Anh tiếp tục cuộc viễn chinh). Hoàng đế Đế quốc La Mã thần thánh Fredrick Barbarossa lúc này đã già cả, nhưng vẫn hưởng ứng lời kêu gọi thánh chiến, đưa một cánh quân lớn vượt qua Anatolia, nhưng không may bị chết đuối trước khi quân của ông tới được Đất thánh. Rất nhiều chiến sĩ của ông nản chí và trở về nhà.
Sau khi giành được một số thắng lợi ban đầu, các thủ lĩnh quân Thiên chúa giáo bắt đầu tranh giành chiến lợi phẩm với nhau. Bực dọc với Richard, người kế nhiệm Hoàng đế Frederick là Leopold V của Áo và Philip rời bỏ Đất thánh vào tháng 8 1191. Ngày 2 tháng 9 1192, Richard và Saladin thỏa thuận một hòa ước, theo đó Jerusalem tiếp tục nằm trong tay người Hồi giáo, nhưng khách hành hương Thiên chúa giáo được quyền viếng thăm thành phố. Richard rời Đất Thánh ngày 9 tháng 10. Thất bại trong việc tái chiếm Jerusalem là nguyên nhân người Thiên chúa giáo kêu gọi tổ chức cuộc Thập tự chinh thứ tư chỉ sáu năm sau.

## Bối cảnh

Cận Đông, khoảng 1190, khi cuộc Thập tự chinh lần thứ ba khởi phát.

Đối với Do Thái giáo và Ki-tô giáo thì Jerusalem là thánh địa duy nhất của họ. Đối với người Hồi giáo thì thánh địa quan trọng nhất là Mecca (thủ đô của nước Ả Rập Xê Út). Thánh địa thứ hai là Medina, một thành phố cách thủ đô Mecca 250 dặm về phía bắc. Và Jerusalem là thánh địa thứ ba của Hồi giáo vì tương truyền rằng Muhammad đã lên trời từ thành phố này. Quân Thập tự của Vatican chiếm Jerusalem năm 1096 là một kỷ niệm ô nhục và đau đớn cho thế giới Hồi giáo. Người Hồi giáo đã phải nuốt hận chịu đựng trong gần một thế kỷ mới có cơ hội phục thù. Cái nhân của cơ hội phục thù là sự xuất hiện của một nhân vật lừng danh thế giới, đó là vị tướng bách chiến bách thắng Saladin (1137-1193) gốc người Kurd theo giáo phái Sunni. Ông được dân Ai Cập và Syria tôn lên làm quốc vương. Nhân vật Saladin trở nên một nhân vật huyền thoại trong nhiều tác phẩm văn chương của các nước Âu châu thời đó. Quả thật, Saladin đã thu phục được nhân tâm của nhiều dân tộc theo đạo Hồi. Dưới sự lãnh đạo của ông, quân Hồi đã tái chiếm Jerusalem và nhiều phần đất khác của vương quốc La-tinh vào năm 1187. Toàn thế giới Hồi giáo Ả-rập vui mừng vì thánh địa thứ ba đã được tái chiếm và danh dự của Hồi giáo đã được phục hồi. Nỗi vui mừng chiến thắng của Hồi giáo càng lớn bao nhiêu thì nỗi đau của Vatican và Giáo hội Công giáo càng thấm thía và ê chề bấy nhiêu. Do rút tỉa của những kinh nghiệm thất bại trước đây, lần này Vatican chuẩn bị chu đáo hơn với sự hội ý của ba ông vua đầy quyền lực tại châu Âu là vua Pháp Philippe II Auguste, Hoàng đế Đế quốc La Mã Thần thánh Fredrick Barbarossa và đặc biệt là vua Anh Richard I – người được mệnh danh là "Richard Tim Sư tử".

## Chuẩn bị
Đức Giáo hoàng mới, Grêgôriô VIII tuyên bố rằng việc chiếm Jerusalem là hình phạt cho tội lỗi của người Kitô hữu trên khắp châu Âu. Đây là một lời kêu gọi cho một cuộc thập tự chinh mới đến Đất Thánh. Henry II của Anh và Philippe II của Pháp đã kết thúc cuộc chiến tranh giữa họ với nhau và thậm chí đã ra một sắc lệnh thuế mới "thuế thập phân Saladin" đánh vào các công dân của họ để tài trợ cho cuộc Thập tự chinh. Tại Anh, Baldwin của Exeter, Tổng Giám mục Canterbury, đã thực hiện một chuyến đi tới xứ Wales để thuyết phục 3.000 binh lính mang chiếc chữ thập, chuyến đi này được ghi lại trong quấn hành trình của Giraldus Cambrensis.

## Chiến dịch của Barbarossa
Hoàng đế cao tuổi của Đế quốc La Mã Thần thánh Friedrich Barbarossa đáp lại lời kêu gọi này ngay lập tức. Ông đã nhận chiếc Thánh Giá tại tòa nhà thờ chính ở Mainz vào ngày 27 tháng 3 năm 1188 và là người đầu tiên khởi hành để đến về phía vùng Đất Thánh vào tháng 5 năm 1189 với một đội quân gồm khoảng 100.000 người, bao gồm 20.000 hiệp sĩ. Tuy nhiên, một số sử gia tin rằng đây là một con số cường điệu và rằng con số thực có thể chỉ lên đến hơn 15.000 người, bao gồm 3.000 hiệp sĩ. Một đội quân khoảng 2.000 người được dẫn đầu bởi Géza, hoàng tử Hungary, em trai của vua Béla III của Hungary cũng đi cùng với Barbarossa để đến Đất Thánh.
Hoàng đế Đông La Mã Isaac II Angelos đã thực hiện một liên minh bí mật với Saladin để cản trở bước tiến của Friedrich để đổi lấy sự an toàn của Đế quốc của mình. Trong khi đó, quốc vương Hồi giáo Rum hứa cho Frederick hành quân an toàn qua vùng Anatolia, nhưng sau khi phải chịu nhiều cuộc tập kích Friedrich đã mất kiên nhẫn và vào ngày 18 tháng 5, 1190, quân đội Đức đã công chiếm Iconium, thủ đô của Vương quốc Hồi giáo Rum. Ngày 10 tháng 6 năm 1190 con ngựa nhỏ của Friedrich đã trượt ngã trong khi qua sông Saleph và hất ông ta vào các tảng đá. Sau đó ông bị chết đuối trên con sông này. Sau đó, phần lớn quân đội của ông đã trở về Đức để tham dự đoán cuộc bầu chọn Hoàng đế sắp tới. Friedrich xứ Schwaben, con trai của ông ta tiếp tục dẫn đầu khoảng 5000 người còn lại đến Antioch. Ở đó, cơ thể của vị hoàng đế đã được đun sôi để loại bỏ phần xác thịt-phần này được chôn tại nhà thờ Thánh Peter, bộ xương của ông đã được đặt trong một cái túi để tiếp tục cuộc thánh chiến. Tuy nhiên tại Antioch thì quân Đức tiếp tục bị hao hụt bởi dịch sốt. Friedrich Trẻ đã phải yêu cầu sự hỗ trợ của người thân tộc ông là Conrad của Montferrat để đưa ông đến Acre một cách an toàn bằng cách vượt qua Týros - nơi xương cốt của ông cha được chôn cất.

## Cuộc khởi hành của Richard và Philippe
Henry II của Anh quốc qua đời vào ngày 06 tháng 7 1189 sau khi phải chịu một thất bại trước con trai ông, Richard I Sư tử tâm và Philippe II Auguste. Richard thừa kế ngôi vua và ngay lập tức bắt đầu gây quỹ cho cuộc thập tự chinh này. Trong tháng 7 năm 1190, Richard và Philip đã cùng khởi hành từ Marseille, Pháp đến Sicily. Philippe II đã thuê một đội tàu vận tải của người Genova để vận chuyển quân đội của mình trong đó bao gồm 650 hiệp sĩ, 1.300 ngựa chiến và 1.300 hộ sỹ đến Đất Thánh.
William II của Sicilia đã chết vào năm trước đó và được kế nhiệm bởi Tancred, người đã tống Joan của Anh, vợ của William và cũng là em gái của Richard vào tù. Richard ra tay can thiệp và chiếm được Messina, thủ đô của Sicilia vào ngày 04 tháng 10 năm 1190 và Joan đã được phóng thích. Richard và Philippe lại có vấn đề về cuộc hôn nhân của Richard, bởi vì ông này đã quyết định kết hôn với Berengaria của Navarre và phá vỡ lời hứa hôn từ lâu của mình với Alys, em gái cùng bố khác mẹ của Philippe. Ông rời Sicilia và đi thẳng tới Trung Đông vào ngày 30 tháng 3 năm 1191 và đến Týros vào giữa tháng. Ông tham gia vào cuộc bao vây Acre vào ngày 20 tháng 5, còn Richard đã không khởi hành từ Sicilia cho đến ngày 10 tháng 4 năm đó.
Ngay sau khi khởi hành từ Sicilia, Hạm đội gồm chiếc 100 tàu (chở 8.000 người) của Richard đã bị tấn công bởi một cơn bão mạnh. Một số tàu bị mắc cạn, trong đó có một chiếc chở Joan và Berengaria, vị hôn thê mới của ông ta và một lượng lớn các kho báu được tích lũy để chi dùng cho cuộc thập tự chinh này. Họ đã ngay lập tức phát hiện ra rằng Isaac Dukas Comnenus của Síp đã thu giữ kho báu này. Những phụ nữ trẻ thì không bị hề hấn gì. Richard tiến vào Limassol vào ngày 6 và gặp Isaac, ông này đã ngay lập tức đồng ý trả lại đồ đạc cho Richard và cũng gửi ké 500 binh sĩ của ông đến vùng Đất Thánh. Sau khi trở lại pháo đài Famagusta của ông, Isaac đã phá vỡ lời tuyên thệ của ông về lòng hiếu và ra một mệnh lệnh bắt Richard phải rời khỏi hòn đảo này. Sự kiêu ngạo của Isaac khiến Richard nổi giận và tiến hành chinh phục hòn đảo này trong vài ngày sau đó ông tiếp tục hành trình đến Đất Thánh và tham gia vào cuộc bao vây Acre.